# 케브네카이세산
케브네카이세산(스웨덴어: Kebnekaise)은 스웨덴에서 가장 높은 산으로, 스칸디나비아산맥에 속한다.